# Sabella trigona
Sabella trigona är en ringmaskart som beskrevs av Chiereghini in Siebold 1850. Sabella trigona ingår i släktet Sabella och familjen Sabellidae. Inga underarter finns listade i Catalogue of Life.